# 陶云圣
陶云聖（1997年9月27日—），本名陶陽，字“云聖”。

## 经历
陶云聖于2007年進入德雲社。2009年6月12日拜师，成为“云”字科成员，和搭檔倪九濤同為德云三队演員，同時也是北京麒麟劇社演員。
- 2002年 跟随父亲到大连生活，后在大连一所戏校学习京剧。
- 2006年 2月12日 参与了福建海峡电视台《海峡元宵乐—小陶阳京剧演唱会》的演出。
- 2006年 7月28日 参加了中国大戏院“津门十佳京剧小票友”选拔赛颁奖仪式和汇报演出。
- 2007年 由于“搶子”事件，陶陽父母出於安全考慮，決定放棄陶陽本应参加的“2007年春节晚会”。[4]
- 2007年 4月22日 受邀在北京天桥剧场参演由郭德纲领衔主演的相声剧《三国群英赤壁》，这是他恢复本名之后的首次亮相。
- 2007年 5月 9日 在天津首开个人京剧专场演出。
- 2007年10月 在天津中国大戏院，举行了第二次个人清唱专场。
- 2008年 1月 1日 参加中央电视台元旦晚会。
- 2008年 2月 5日 参加山东卫视军民春节联欢晚会。
- 2008年 2月 6日 在春节联欢晚会上露相，演唱京剧名段《坐宫》。
- 2008年 2月20日 在央视三套“新视听”栏目播出的《明星反串贺新年》的节目中，首次出镜表演相声與高峰合作表演了相声《四大须生》。
- 2008年 6月24日 参与制作了伶歌美学形态音乐专辑《伶歌》，并演唱了京韵《悯农》和民乐《小放牛》。
- 2009年 1月24日 参加辽宁省春节联欢晚会。
- 2009年 参加中央电视台春节戏曲晚会。
- 2010年 6月13日 参與瑞鸣唱片公司《伶歌2》的制作，演唱歌曲《关雎》。
- 2011年 1月 1日 参加新年戏曲晚会，与李泽琳表演京剧《铡美案》。
- 2011年 1月15日 参加录制辽宁春节晚会。
- 2011年 1月28日 在山西太原录制全国正月正戏曲晚会。
- 2011年 1月25日 录制北京电视台的春节晚会《赤壁》。
- 2011年 献唱3D动作类网络游戏《猎刃》京剧版主题曲。
- 2016年12月23日 于上海周信芳戏剧空间，参加全国麒派艺术研习班结业汇报演。
- 2017年 1月22日 開始與前搭檔筱懷合作演出。
- 2019年 5月24日 参加“燕园寻梦”北京大学首届校园戏曲节晚会。
- 2020年 9月 9日 和前搭檔筱懷拆夥。
- 2020年 9月29日 開始與搭檔倪九濤合作演出。
- 2021年 2月 天津卫视相声春晚中，郭德纲与陶云圣师徒领衔的京剧表演《杨家将之砸御匾》。[5]

## 獲獎
| 獲獎日期 | 獲獎日期 | 比賽                             | 獎項               | 備註 |
| 2003年   | 12月     | 首届“东三省老万杯”大赛           | 优秀选手           |      |
| 2005年   | 2005年   | 首届“梨园春”杯全国擂台赛         | 金奖               |      |
| 2005年   | 8月      | 全国少儿第九届“小梅花”奖比赛     | 第一名             |      |
| 2006年   | 2006年   | 全国票友擂台赛                   | 第一名             |      |
| 2006年   | 2006年   | 国际票友大赛                     | 冠军               |      |
| 2006年   | 1月27日  | 第二届“梨园春”杯全国戏迷擂台     | 金奖               |      |
| 2006年   | 7月20日  | 第八届“和平杯”中国京剧票友邀请赛 | 津门十佳京剧小票友 |      |
| 2007年   | 2007年   | 第三届“全国京剧戏迷票友电视大赛” | 金獎               |      |

## 演出相關

#### 京劇
| 演出日期 | 演出日期 | 劇名               | 角色   | 備註 |
| 2007年   | 1月1日   | 《汉津口》         | 刘备   |      |
| 2007年   | 5月      | 《文昭关》         | 伍子胥 |      |
| 2007年   | 5月      | 《珠帘寨》         | 李克用 |      |
| 2007年   | 5月      | 《野猪林》         | 林冲   |      |
| 2007年   | 5月      | 《空城计》         | 诸葛亮 |      |
| 2007年   | 5月      | 《逍遥津》         | 汉献帝 |      |
| 2010年   | 8月27日  | 少儿版京剧《赤壁》 | 诸葛亮 |      |
| 2011年   | 1月1日   | 《铡美案》         | 陈世美 |      |
| 2016年   | 12月23日 | 《清风亭》         |        |      |
| 2018年   | 12月24日 | 《四郎探母》       | 杨四郎 |      |
| 2018年   | 12月25日 | 《失印救火》       | 白槐   |      |
| 2019年   | 5月24日  | 《游龙戏凤》       | 正德帝 |      |

#### 電影
| 上映年份 | 片名       | 角色       | 備註 |
| 2011年   | 《大武生》 | 童年孟二奎 |      |

#### 電視劇
| 首播年份 | 片名               | 角色   | 備註 |
| 2010年   | 《郭县令轶事》     | 郭不忘 |      |
| 2010年   | 《縣長荖葉》       | 疙瘩   |      |
| 2011年   | 《自古英雄出少年》 | 杜老大 |      |
| 2012年   | 《狂飙支队》       | 小得意 |      |

#### 網路劇
| 首播年份 | 播出平台 | 片名         | 角色     | 備註 |
| 2017年   | 搜狐視頻 | 《林子大了》 | 相亲IT男 |      |
| 2022年   | 愛奇藝   | 《瓦舍江湖》 | 園丁     |      |

#### 常駐综艺
| 首播日期 | 首播日期 | 電視臺   | 節目名稱           | 備註   |
| 2004年   | 2004年   | 山東卫视 | 《陽光快車道》     |        |
| 2007年   | 2007年   | 辽宁卫视 | 《胡可星感觉》     | 專訪   |
| 2011年   | 2011年   | 辽宁卫视 | 《有話好好說》     |        |
| 2019年   | 2019年   | 東方衛視 | 《喝彩中华第二季》 |        |
| 2021年   | 待播     | 天津衛視 | 《國粹研習社》     | 星推官 |

## 外部連結
- 陶云圣的新浪微博

| 从师   | 辈分   | 收徒 |
| 郭德綱 | 第九代 | —    |